# Lorenzo Rusio

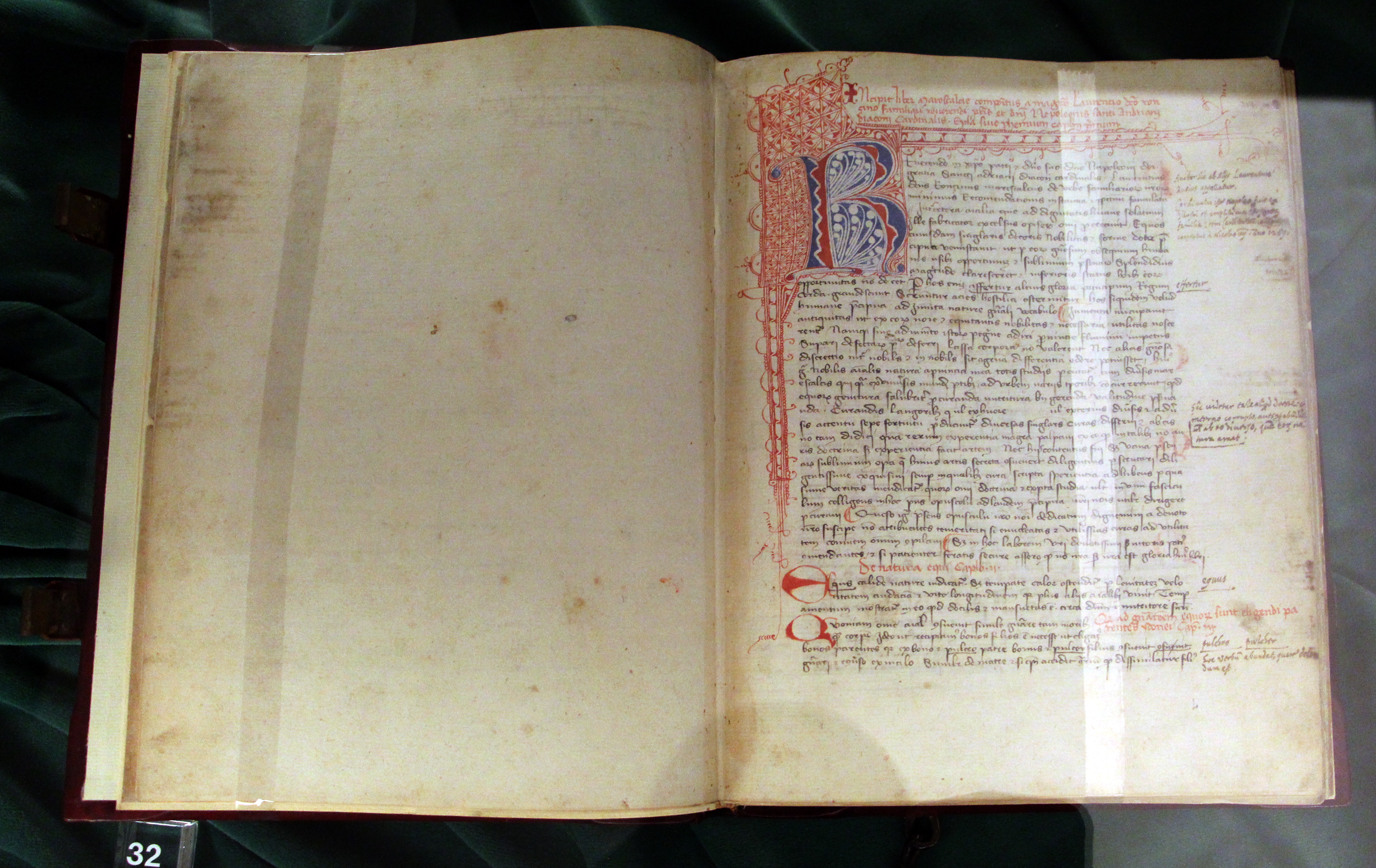
Friandise de maréchalerie (v.1390, Bibliothèque de la médecine des Laurentides, pl. 77.25)

Fra Lorenzo Rusio, dont le nom latinisé est Laurentius Rusius (Rome, 1288 - 1347), est un vétérinaire, moine et maréchal-ferrant italien.

## Biographie
Les informations sur sa naissance et son décès sont incertaines. 
Il exerce sa profession à Rome à partir de 1320. 
Son traité vétérinaire Liber Marescalciae Equorum, est imprimé pour la première fois en 1489. Puis, il est republié sous le nom Hippiatria sive marescalia ... in qua praeter variorum morborum plurima ac saluberrima remedia plures. . .  en 1531 à Paris par Chrétien Wechel. Rusio écrit cet ouvrage vers 1340 pour son protecteur, le cardinal Napoléon Orsini (1263-1342) qu'il a servi à Avignon. Cet ouvrage, connu sous différents titres, a été traduit en italien au XIVe siècle et a connu un énorme succès au XVIe siècle. Pietro del Prato, directeur de l'École royale vétérinaire de Parme, a découvert le texte de la version italienne et l'a publié au XIXe siècle avec l'aide de Luigi Barbieri, à Bologne, chez Romagnoli, en 2 vol. sous le titre La Mascalcia de Lorenzo Rusio, vulgairement du XIVe siècle mis en lumière pour la première fois ; avec ajout du texte latin de Luigi Barbieri. 
Ce traité fut la source principale du traité vétérinaire en catalan Llibre de la menescalia de Manuel Díez de Calatayud, qu'il présenta à Alphonse V le Magnanime, roi de Naples. 
Selon Pedro Darder, vétérinaire du XIXe siècle, il reprend presque toutes les connaissances de Pedro Crecentino et fait seulement l'objet d'ahouts de techniques empruntées à un certain Maurus. Si Fra Lorenzo Russio connaissait les auteurs grecs, il adhérait par ailleurs aux erreurs et aux préjugés de son époque, et abusait de la cautérisation comme remède thérapeutique. Dans la partie relative à la chirurgie, il se montre redevable du vétérinaire arabe, comme, par exemple, lorsqu'il décrit la castration . 
Le vétérinaire du XIXe siècle, Pedro Darder, déclare que «presque tout l'art chirurgical moderne se retrouve en germe dans son livre, quoique d'une manière informelle et sans règles; il est le premier à parler de la nécessité de garder les animaux en suspension par les pieds, indiquant un moyen de le réaliser; du moyen de réduire les hernies de castration; de procéder à l'ablation des testicules; de reconstituer des tendons accidentellement coupés; et, enfin, de nombreuses autres opérations qui seraient excessives à expliquer en détail ". 

## Travaux
- Hippiatria siue Marescalia Laurentii Rusii ... in qua praeter variorum morborum plurima, ac saluberrima remedia, quadragintatres commodissimae frenorum formae excusae sunt, vt nullum tam nouo oris vitio laborantem equum inuenias, qui n'a pas de hinc occurrere possis, Parisiis   : excudebat Christianus Wechelus in via ad diuum Iacobum sub intersignio scuti basiliensis, 1531. (Excusum Parisiis   : apud Christianum Wechelum, Cantines Octoberri) ( GB )
- Hippiatria, siue Marescalia Laurentii Rusii ad Nicolaum sancti Hadriani diaconum Cardinalem, in qua præter variorum morborum plurima, ac saluberrima remedia, plures quam in previous editione confortablement frenorum formæ excusæ sunt, vt nullum tam nouo oris vitio laborantem equum en occurrence, possis, Lutetiæ   : apud Christianum Wechelum sub scuto Basiliensi, 1532 (Excusum Parisiis   : apud Christianum Wechelum, Cantine Iulio) ( GB, GB )
- Œuvre de l'art du badass par Lorenzo Rusio. Dans lequel il concerne les races, gouerno et signes de tous les qualita de caualli; et de nombreuses maladies, avec ses remèdes. Avec la description de quelques façons de mordre. Nouvellement traduit du latin dans une langue parlée ,  (à Vineggia   : pour Michele Tramezino, mars 1543)
- Œuvre de l'art du badass par Lorenzo Rusio. Dans lequel il concerne les races, gouerno et signes de tous les qualita de caualli; et de nombreuses maladies, avec ses remèdes. Avec la description de quelques façons de mordre, encore une fois du latin en langue traduite , En Vénétie   (Imprimé à Vineggia   : pour Michele Tramezino, avril 1548) ( GB )
- Œuvre de l'art du badass par Lorenzo Rusio. Dans lequel il s'agit des races, gouerno et signes de toutes les qualités des caualli. . . Avec la description de quelques façons de mordre, nouveau latin en langue  vulgaire, traduit en Vénétie, près de Girolamo Caualcalouo Veneto, 1559) ( IC )
- La mascalcìa, par Lorenzo Rusio; la vulgarisation du XIVe siècle révélée pour la première fois par Pietro del Prato; avec en sus le texte latin de Luigi Barbieri , 
  - Volume 1 ( Go, Go )
  - Volume 2 ( Go, Go )